# Marche-lez-Écaussinnes
Marche-lez-Écaussinnes (en wallon Måtche-dilé-Scåssene) est un village du Hainaut, en Belgique, situé à 6 km au nord de La Louvière. Administrativement il fait aujourd'hui partie de la commune et ville belge d'Écaussinnes (Région wallonne). C'était une commune à part entière avant la fusion des communes de 1977.

## Géographie

### Hydrographie

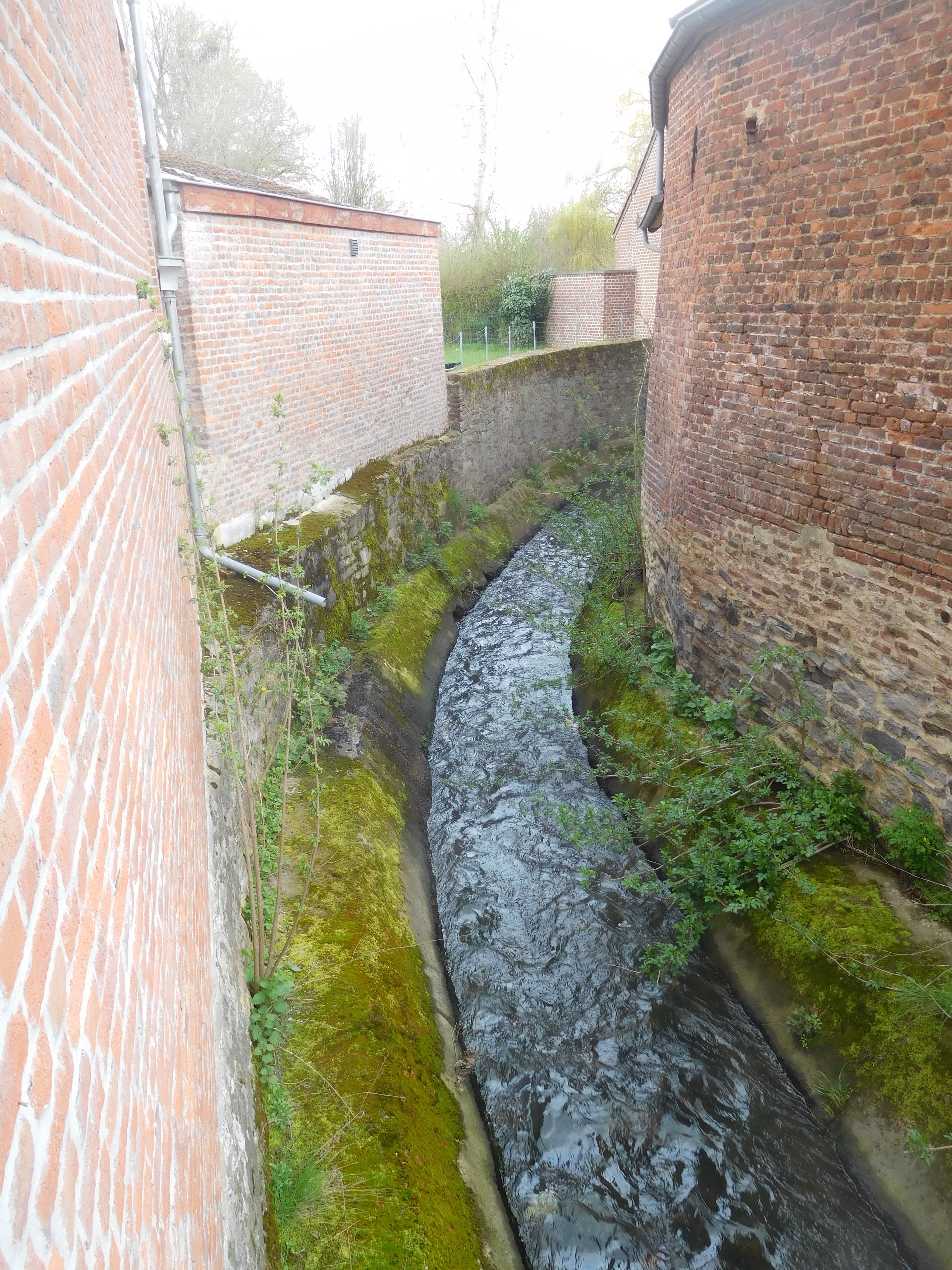
La Sennette est canalisée à Marche-lez-Écaussinnes.

Le village est traversé du sud au nord par la Sennette, affluent de la Senne, qui y est déjà canalisée. 

## Évolution démographique
- Sources : INS, Rem. : 1831 jusqu'en 1970 = recensements, 1976 = nombre d'habitants au 31 décembre.

## Patrimoine et culture

### Patrimoine architectural

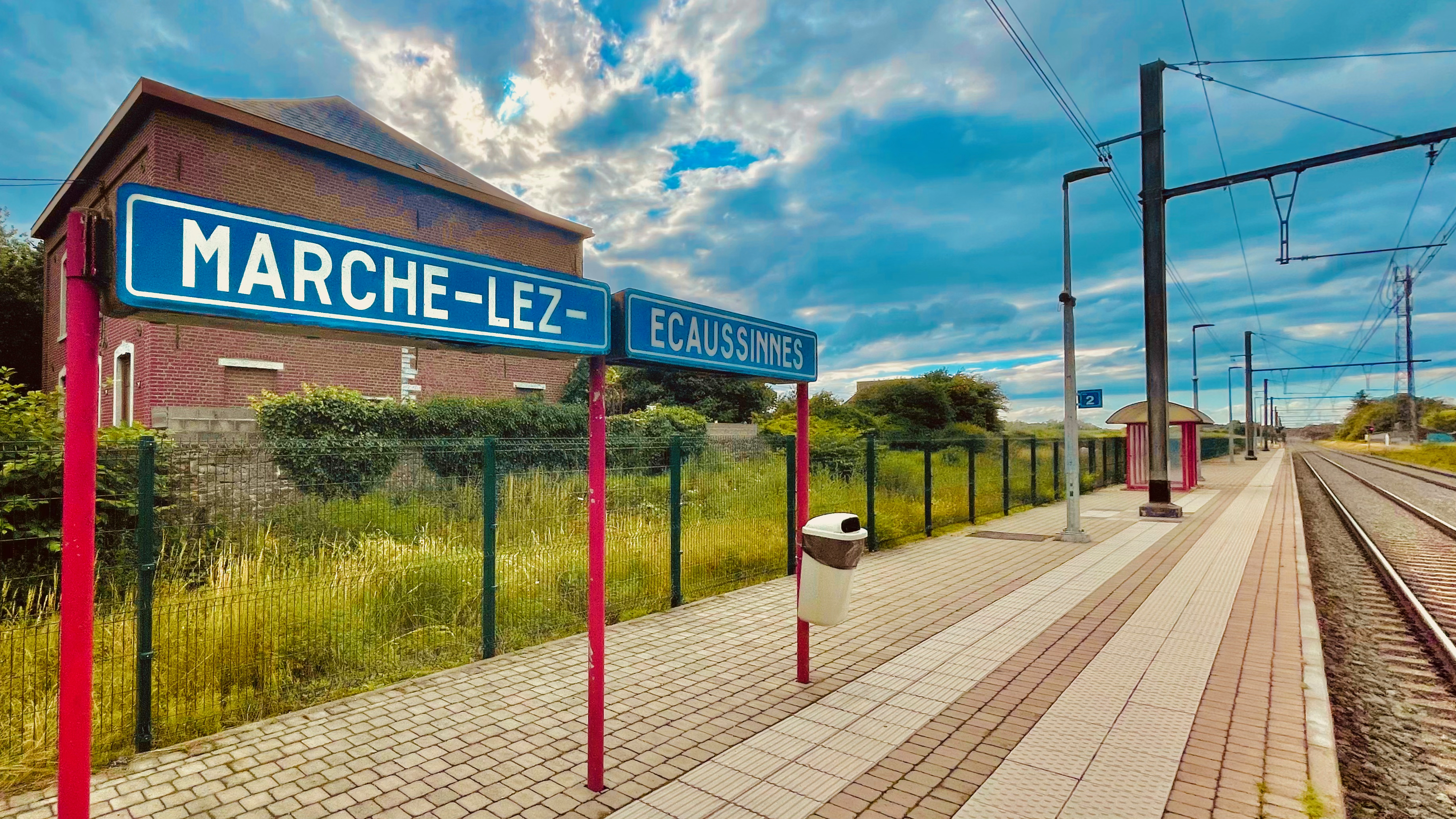
La gare de Marche-lez-Écaussinnes.

- Le village a une gare sur la ligne ferroviaire 117 (Infrabel) qui va de Braine-le-Comte à Luttre.